# Korsnäs församling

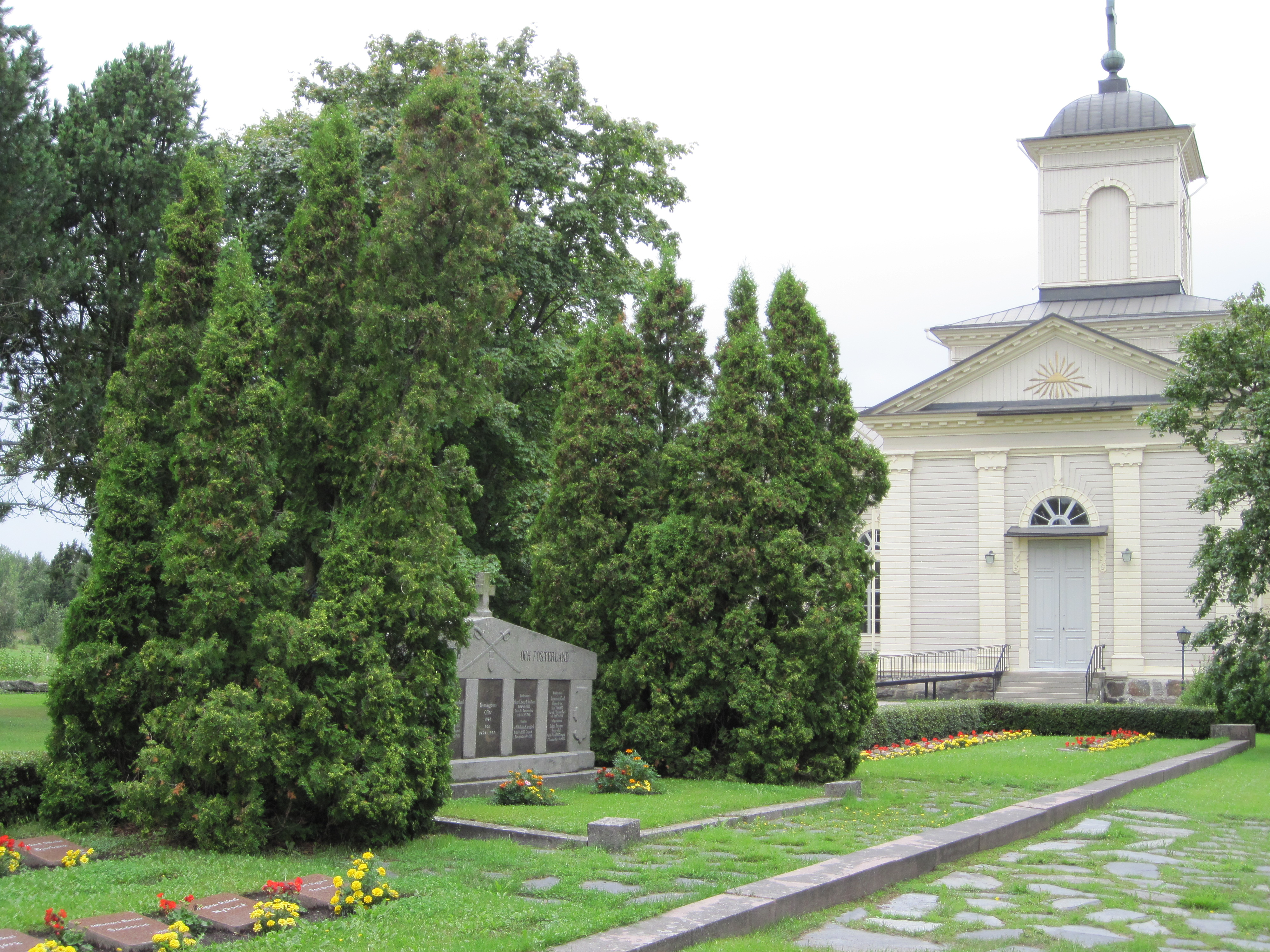
Korsnäs kyrka och hjältegravarna

Korsnäs församling är en församling i Närpes prosteri inom Borgå stift i Evangelisk-lutherska kyrkan i Finland. Till församlingen hör 1 732 kyrkomedlemmar (08/2018) bosatta i Korsnäs. 
Kyrkoherde är Janne Heikkilä.

## Historia
Kyrklig verksamhet har funnits i Korsnäs sedan medeltiden. På församlingens stämpel står årtalet 1442, det år då Korsnäs första gången nämns i en urkund. Korsnäs blev kapell under Närpes 1604 och egen församling 1891.

## Kyrkor
Det första kapellet eller bönehuset vet man väldigt litet om. Några helgonbilder från det finns i Nationalmuseum i Helsingfors och i Österbottens museum i Vasa. 
På 1660-talet byggdes en kapellkyrka, som fanns kvar till mitten av 1800-talet. Från den finns det en hel del synliga minnen i den nuvarande kyrkan, t.ex. delarna från läktar- och altarskranket som är upphängda på kyrkväggarna. I sakristian förvaras resterna av predikstolen och en dörr från den kyrkan. De ståtliga takkronorna och lampetterna, liksom nattvardskärlen, skaffades på 1750-talet till den kyrkan. 
Den nuvarande kyrkan är ritad av Carl Ludvig Engel och byggd år 1831 i nyklassisk stil. Den är ljus och rymlig och har harmoniska proportioner. Altarets placering avviker från det vanliga. Det finns nästan mitt i kyrkan och altartavlan går runt det inre hörnet.